# Mondo senza luce
Mondo senza luce (Me, Gangster) è un film muto del 1928 diretto da Raoul Walsh.

## Trama
Jimmy Williams è un povero ragazzo, fannullone e con un pessimo comportamento in gioventù. Il padre Russ è un lavoratore portuale che, ha lavorato duramente per tutta la vita per salari da fame. Jimmy comincia a fare soldi diventando l'aiutante del politico corrotto Bill Kane. Viene poi arrestato quando cerca di portare a termine una rapina da 50000 $.